# 艾梅洛閣下II世事件簿
《艾梅洛閣下II世事件簿》是由日本小說家三田誠所著作、坂本峰地（日语：坂本みねぢ）負責繪製插畫的日本輕小說，TYPE-MOON的視覺小說Fate/stay night系列的衍生作品。繁體中文版由台灣角川代理，譯者為K.K.。
2017年起由東冬負責本作的漫畫版繪製，並在同年的Young Ace11月號開始連載。2019年起，由角川文庫出版本作的文庫版。
2018年12月31日在Fate Project 2018 年末TV特別節目宣布第三篇章艾梅洛閣下II世事件簿 -魔眼蒐集列車 Grace note-動畫化，並播出第0話。本篇於2019年7月6日開始播放。
2019年4月宣布第一篇章艾梅洛閣下II世事件簿 -case.剝離城阿德拉-真人舞台剧化，预定2019年12月～2020年1月千叶、东京、大阪、福冈上演；之后9月作者三田诚发布预定于同年冬发行该小说设定集。
2019年12月發行的本作設定集中，作者三田誠提及將會創作本作的續作《艾梅洛閣下II世的冒險1—吞噬神的男人—》已于2020年12月25日出版。

## 概要
本作為TYPE-MOON旗下Fate系列的衍生作品，由Fate/Zero其中的登場人物：韋弗·維爾維特擔任主要角色的推理創作。根據Character material中的設定，韋弗之後成為了艾梅洛閣下II世，並在Fate/Apocrypha、Fate/strange Fake還有Fate/kaleid liner 魔法少女☆伊莉雅皆以此身分擔任配角，本作是第一部以艾梅洛閣下II世為主角來描寫的作品。

## 登場角色

### 主角與相關人士
艾梅洛閣下II世（Lord El-Melloi II，聲：浪川大輔）
舞台劇演員：松下優也/植田慎一郎（韋佛·維爾維特）
魔術協會時鐘塔的現代魔術科學部長，時鐘塔十二家的艾梅洛家家主與君主之位的代理人。本名韋伯·維爾維特。在代理君主之名後，只剩下學生時期的友人梅爾文仍堅持以其本名「韋伯」來稱呼他。
討厭髒汙，但住的公寓卻很凌亂；雖然是魔術師卻異常地喜歡電子遊戲。好奇心強，也喜歡向他人解說。雖然年輕而且看起來高大健壯，實則體力薄弱，以及帶點神經質。雪茄上瘾，其中一個原因是可以缓解其紧张的情绪。在推理过程常说的的话是“whydunit”，以此追求合理的犯罪动机。雖然只是祭位的低階魔術師卻能做出對他人魔術針對、且近乎破解其原理的指導與研究。此能力幫助了不少沒有家系傳承、家道中落或與家系魔術不符的新世代魔術師成為一流的魔術師。其教室後期也因此名譽整個魔術師界，吸引不少來自他系、出身名門的學生就讀，卻又因自身雖是君主地位，但實力低微而被逼接受一批他系避之則吉的問題學生，如費拉特、史賓、露維雅、遠坂凜。此外，也有為了把他及艾梅洛派系掘角而派來的學生代表加入。
在以傳承歷史悠久的魔術刻印為主的魔術師中，家族追求魔道的時間只有短短三代，實力低劣，只能勉強稱之為二流，本人也有所自覺。由於其魔術刻印被抵押給萊妮絲，由梅爾文保管，所以在成為代理君主期間，魔術刻印和他的魔術實力毫無增加。但在時鐘塔內的評價極高，被他指導過的學生最後都能達到典位以上的成就，其弟子數量與品質甚至已經可以改寫時鐘塔內部勢力版圖的程度，但本人對此沒有興趣。他所擁有的「祭位」階級是因為時鐘塔考慮到他對教育新世代魔術師所付出的貢獻而特別評級，否則本身實力大概只能夠停留在「開位」（Cause）或「長子」（Count）的階級。格蕾認為他即使在未来交還君主之位給萊涅絲，他所教育的學生依舊會支持他本人而非艾梅洛派系。這也是萊涅絲特別以償還債務和修复刻印的要求來勉留他的原因。
其魔術的知識量與多樣化的觀點使他能很快的看穿魔術的本質，更能幫助人提點出更有效率地行使魔術的方法。然而，解析神秘對於講求隱密的魔術師而言是忍無可忍的禁忌，曾被他人評價為「魔術的破壞者」。
過去曾在日本冬木市參加過聖杯戰爭，為了參戰，當時的他盜走了老師肯尼斯的聖遺物，肯尼斯死於該場聖杯戰爭後感覺對此有責任，於是在被家族推舉為肯尼斯的繼承者萊涅絲的提議下，答應了「必須清償因內亂導致的艾梅洛家的負債」與「修復艾梅洛家的魔術刻印」、「萊涅絲成年、繼承君主之位之前必須暫代君主之位」、「加入艾梅洛家，成為萊涅絲的義兄與老師」等條件， 其實是萊涅絲想他強迫性地冠上艾梅洛閣下II世之名束縛著。其中「修復魔术刻印」的條件是II世一辈子都不可能達成的，故此那怕他退下君主之位，他一輩子仍必须服從萊涅絲的束缚下工作。他更為了保留伊斯坎達爾的聖遺物而放棄把其賣出以還清艾梅洛派系一半的負债，把自己維爾維特家的魔术刻印抵押給擔任調律師的梅爾文，以得到重整艾梅洛派系及教室的贷款。
為了早日結束與萊涅絲的契約， 曾想過以一介魔術師身分參加第五次聖杯戰爭，再次招喚伊斯坎達爾（聲：大塚明夫）為從者獲得最終勝利而每天奔忙著。在魔眼蒐集列車事件中，因放不下與伊斯坎達爾的影武者Faker及前任現代魔術科學部長的戰鬥，加上察覺到聖杯戰爭的部分真相後，放棄參戰的念頭。在「冠位決議」事件中，短暫重見被前學部長和Faker招喚、被「神靈化」而記得第四次聖杯戰爭記憶的伊斯坎達爾，被對方親自誇讚他能打敗自己影武者的功績和十年來的成長。
為了阻止格蕾的轉化過程，開始重新研究肯尼斯留下的降靈秘術和哈雷斯特解析的亞瑟王復活儀式。
在第5次聖杯戰爭結束3年後，更是暫時放下教職（仍保留君主之名），與格蕾到處遊歷，以尋找有效方法。期間在新加坡遇上在工作假期中擔任海盜顧問的遠坂凜和被她所救的埃爾戈，四人透過橙子穿針引線下，來到日本，接受兩儀家的委託。事後又因萊涅絲的要求前往埃及亞歷山卓，並找到埃爾戈的身份是伊斯坎達爾的兒子一一亞歷山大四世，在繼業者戰爭中被其祖母王太后奧林匹絲亞保護起來，但因各種不明源由被封印，沒有在歷史留下記錄，並在現代成為仿偟海的吞神實驗品之一。
隨後在斐姆的船宴，逐漸揭曉彷偟海的吞神實驗真面目，並和遠坂凜尋找外出旅行時被追殺的衛宮士郎期間，找到當初令凱尼斯的魔術刻印報廢的主因——衛宮切嗣的起源彈，已落入其他魔術師殺手囊中並遭到利用。
在未來第五次聖杯戰爭結束的十年後，更是與其學生遠坂凜一起重回冬木市，解體大聖杯，阻止聖杯戰爭的延續。
格蕾（Gray，聲：上田麗奈）
舞台劇演員：青野紗穗
艾梅洛閣下II世的寄宿弟子，15歲的少女。對自己的笨拙有所自覺，不習慣長篇大論、人多的地方與現代文明的產物。本來是亞瑟王所在之陵園的守墓者，從未離開家鄉，但因II世的到來及突如其來出現代替自己死亡的替身（後證實為其母親為保護格蕾不被亞瑟王的精神人格取替，而擅自把置換人格的魔術禮裝用於己身，令復活儀式失敗，並未死亡），被逼離開家鄉，跟隨II世到時鐘塔留學。
身為守墓人，對靈體的掌握過於傑出，卻因為太過理解而十分害怕幽靈。雖然擁有守墓人傳承的魔術刻印，但不是魔術師，也不太會使用魔術，也缺乏有關魔術的知識，但擁有卓越的戰鬥技巧，經過II世的教導而擅長使用強化四肢的魔術。
II世認為格蕾應該是亞瑟王一族的遠親後裔，其容貌與第四次聖杯戰爭中登場的Saber十分相似，是格蕾的家族為了培養出能掌握亞瑟王所使用過的聖槍的新使用者及復活亞瑟王，依據摩根製造莫德雷德的方式，歷代對女性家族成員進行了血脈調整、肉體改造，最後獲得成功的即是現在的格蕾。本作故事開始的十年前，由于亞瑟王（Saber阿爾托莉亞）於第四次聖杯戰爭被召唤現世，所引發的連鎖效应，導致格蕾容貌與全身都突然變化成現在的模樣。當時周遭的人都十分欣喜，甚至將她當成神明來看待，但與驚愕自身的改變的格蕾的不安造成了衝突，自此就害怕與他人相處，也討厭自己現在的臉而不喜歡照鏡子。對II世因為過去的經歷而討厭這張臉的緣故而很高興，並在他的指示下常穿戴著連斗篷的兜帽遮住自己大半的臉龐。
對將自己收為寄宿弟子的II世非常信賴，在知道了有關第四次聖杯戰爭的事情後，為了實現師父的願望而願意為他而戰。
在「冠位決議」事件後，因亞瑟王再次於第五次聖杯戰爭被召喚現世，以致自己原來的一頭灰髮變成金髮，心臟也變化成龍的心臟，身體充滿了龍的因子，停止身體發育和成長。
在II世刻意的安排下，格蕾在前往新加坡前，從未見過參與第5次聖杯戰爭的凜和士郎。她和凜相識後，知道凜曾經見到亞瑟王的真容，便親自告知自己和亞瑟王之間的關聯。
格蕾亦在2015年正式上線的手機遊戲《Fate/Grand Order》裡，做為2019年4月27日與本作動畫版合作活動「萊涅絲大小姐事件簿 （レディ･ライネスの事件簿）」中以「Assassin」的職階登場，寶具與職階為「Lancer」的阿爾托莉亞·潘德拉貢同為在盡頭閃耀之槍，但等級降為A+。
关于英语表述，作者虽然曾在美国常用的「Gray」和英国常用的「Grey」间纠结过，但她的出身两边都不是，而且也听说两个国家都会有人将Gray理解为黑与白的中间色，Grey理解为更偏向于青色的颜色，所以采用了Gray（因为重视中间色这一意象）。
亞德（聲：小野大輔）
亞瑟王陵園守墓者代代相傳、總是喋喋不休的魔術禮裝，也是II世一行最後的王牌。人格原型複製自亞瑟王的義兄、圓桌騎士之一的凱，外形是類似魔術方塊、有著眼睛與嘴巴的模樣，平常是放置在格蕾右手所持著的籠子之中，並用斗篷遮掩住。
有著獨立的自我思想，能說話和感知氣味。因為講話總是用諷刺或挖苦的惡毒言語的緣故，經常會被II世或格蕾給拿起籠子猛烈搖晃做為懲戒（這也是亞德最討厭和害怕的事）。
II世初次見到亞德時對它非常感興趣，曾想將其拆解來研究，使亞德因此很害怕與II世獨處。
本來一直沉睡著，在格蕾變化成現在的樣貌後突然開始活動，並成了對自己的處境徬徨不安、已無法和他人正常交流的格蕾當時唯一的朋友。
格蕾進行戰鬥時會變換成大型鐮刀的姿態，有著會將周圍的魔力與靈等能量給吞噬，並『強化』自身與持有者的能力。除了這個被稱為「死神鐮刀」的型態外，還有著能將吸收的魔力放射出去的大盾、和將魔力大幅強化的破城槌等其他型態。
在吞噬大量的能量後，封印會因此解開，語氣也會變成單調的無機質狀態，此時才會變化為其真實的面貌：亞瑟王的寶具、聖槍【閃耀於終焉之槍】。聖槍具有十三道封印，需要透過包含亞瑟王（聲：川澄绫子）與圓桌騎士共十三人的認可、符合特定條件的「圓桌決議」才能解放其真正的力量。但只是解開亞德的第一階段封印，其威力就有著能消滅現今任何魔術的力量。
一度於「冠位決議」事件中過度使用而毀滅，但被「神靈化」的征服王以獎勵韋弗和格蕾為由，用神的力量來恢復亞德。
萊涅絲·艾梅洛·亞奇索特（聲：水瀨祈）
舞台劇演員：濱崎香帆（東京勁舞娃娃）
艾梅洛閣下II世的義妹兼學生。肯尼斯的遠房侄女兼義妹（在肯尼斯死後追加的名義，以合理化其繼承人的名份），出身於亞奇伯家的末裔分家亞奇索特家。在肯尼斯死後，由於上層的分家紛紛趁機奪走艾梅洛派系的財產、人才、靈地與魔術禮裝，剩下身為本來只是亞奇伯家遠親的萊涅絲是最適合殘存的魔術刻印的家族成員而成為其繼承人，並在之後艾梅洛派系陷入內亂時，趁機擺平其他異議份子、掃平內亂，在5歲時就登上艾梅洛家家主位置的少女。因過於年幼的關係而把君主之位交給韋弗代理，被稱為「艾梅洛的公主」。是自己與他人都認為個性十分惡劣，有著虐待狂的氣質的人物，喜歡看到他人左右為難的困惑模樣，II世表示她是「讓我的胃就此壞掉的元凶」。
趁著上述提及的II世之罪惡感，在觀察了他三年後看中了其出色的能力而附加了諸多契約約束對方，並將對方推到前台、冠上君主之位與艾梅洛家家主代理的責任。實際上，自己在私下調查了第4次聖杯戰爭的事情後，認為II世與肯尼斯的死亡無關，其所作所為的程度不過是像往河流投下一塊石頭，就算那是較大塊的石頭，也不會改變河流的方向。理由是肯尼斯雖是傑出的魔術師卻不是戰鬥專家，而當時的參賽者中有著怪物級別的高手。如果能早早認清劣勢棄權，或許還能保住一命，但以肯尼斯的個性來說卻是不可能的。以萊涅絲的角度來看，肯尼斯的死亡是在他決定參加聖杯戰爭後就注定的結局。
雖是因故成為艾梅洛派的當家繼承人，但自身其實對艾梅洛並沒有太大的執著，對時鐘塔內部的政治鬥爭也毫無興趣，只是為了生存而不得不為。曾想過要將艾梅洛高價出售，但似乎是討厭這樣從敵人面前逃跑般的示弱行為。認為既然知道有敵人，而且也有對抗的手段，就找不出不戰鬥的理由。
雖然將II世稱為義兄，但總是丟給他許多無理的難題去解決，本作的一系列故事有大半和她有著一定關係。
具有多種用途的魔眼，與II世不同，是個底蘊與實力都很強大的魔術師。但由於她的魔術迴路尚未成熟，無法跟上魔眼的處理速度，現今反而被魔眼牽累而無法完全展現。不過II世認為她有著不下於前任艾梅洛閣下的資質，只要能完全掌握魔眼的力量，配合肯尼斯剩下僅餘兩成完好的魔术刻印和魔术禮裝，甚至還能超過對方。作為正統繼承人，目前已經掌握大部分君主的日常事務和權力(扣除教師職務)，但考慮到支撐家族復興的艾梅洛教室人脈掌握在韋伯手上，所以仍堅持要他坐在代理君主的位置。
托利姆瑪鎢（聲：水瀨祈）
艾梅洛家的魔术禮裝「月靈髓液」，由前任主人肯尼斯製作，並由現任主人萊涅絲在II世的建议下，賦予擬似人格後改良成水銀女僕型的人偶，擔任戰鬥、家居清潔、幫助II世研究計算的工作。
多數時間都跟在萊涅絲身邊擔任保鑣與女僕的工作，在主人於平常與魔術無關的外界行動時會變回水銀姿態放在行李箱中收藏著，也可以收藏在試管中。受費拉特影響，學會了不少奇怪的電影名言，令萊涅絲和II世都十分苦惱。
費拉特·厄斯克德司（聲：松岡禎丞）
舞台劇演員：納谷健（劇團Patch）
II世的學生之一，魔術屬性是罕見的「空」，與史賓並稱為艾梅洛教室的雙璧。雖然是出身名門的出色魔術師繼承人，但是因行為古怪且經常製造麻煩而被視為問題學生，被時鐘塔安排到艾梅洛教室就讀。就以增加課題習作為懲罰這點而言，II世是他少有的剋星。然而，由于II世更能發掘出他的才能，所以異常崇拜對方，不少關於II世的外號都是由他起名及擴大流傳。
有著與II世相當的魔術分析、解析能力，並在戰鬥時能依此反轉對手的魔術來反擊，更能即興組合術式來隨機應對各種情況。是II世討厭的天才之一（基本上所有由他教導的天才學生都在他討厭名单之上）。
雖說魔術資質很高，但除去才能後就完全不適合做一個魔術師。對魔術毫無執念，態度輕浮的四處干涉他人的閒事，卻又能完全吸收魔術的知識，交出滿分的成績單。甚至有時還會笑瞇瞇地對講師所講的內容提出意見，施展出瞬間改善某些術式的絕技。這樣與正統魔術師完全相異的鬆懈態度讓人難以教導，還對無數講師造成難以言喻的壓力，就好像是最棒的鑽石原石擺在眼前，卻不知該從哪裡開始切割一樣，如同承受著無法將他才能發揚光大的無言指責。在好幾個講師落得壓力過大而胃被擊墜的下場後，眾多的學部和派閥都捨棄了這名逸才，將他交給了艾梅洛教室。在艾梅洛II世的指導下總算讓他的才能順利的成長，雖然過程中也讓II世胃痛了好幾次。
「Fate/strange Fake」僞Berserker的御主，但因為是與本作屬於不同世界線的故事，所以被視作平行世界的本人。
史賓·格拉修葉特（聲：山下誠一郎）
舞台劇演員：伊崎龍次郎
II世的學生之一，與費拉特並稱為艾梅洛教室的雙璧，也是令II世常感到胃痛的問題學生之一，後成為繼肯尼斯之後、首位未成年的典位魔術師。由於來自特異的魔術師家系，常感到自己與其他學生格格不入，在遇見格蕾後感覺到她與自己有相同之處而對她十分執著，喜歡黏在她身旁親密地叫著格蕾的名字，而被II世禁止他靠近以格蕾為中心點的半徑5公尺範圍內。
能用魔力感知氣味，因此被費拉特戲稱為「狗」，本人則很討厭被這樣稱呼。兩人因爭執而引起的魔术決鬥是艾梅洛教室常見的現象，連帶造成的損失在遠坂凜未加入教室前為時鐘塔最高的額外開支。
具有言語和魔力都帶有「詛咒」的特異體質，使用能引出獸之神秘性質的獸性魔術，是家族中對此適性最高的人，擅長將獸之幻體纏繞在手腳上進行高速戰鬥的戰法。
蓋列斯·沃爾溫（聲：小林裕介）
與「Fate/Apocrypha」中登場的蓋列斯·沃爾溫·千界樹是平行世界的同一個人，只是在本作是往「stay night」的時間軸走而與「Apocrypha」同角色有著不同的際遇。
德國人，由於本來要繼承家主之位的姐姐菲歐蕾因不明原因而突然捨棄魔術離家出走的緣故，被當成備選的蓋列斯於是回到家族中繼承魔術刻印，並為了學習正統的魔術而由家族送到時鐘塔學習，成為艾梅洛教室的學生之一。他也是學生宿舍中首位擁有及使用電腦的魔術師，因為一般傳統的魔術師通常不會仰賴現代科技，有的甚至連手機都沒有。
由于家系魔术與其特質不符，所以本來是不受家族重視的平凡魔術師，但II世看到他在電流魔術上的資質，於是將自己解析出的亞托拉姆·葛列斯塔所使用的電池魔術教授給他而使其才能迅速開花結果。意外發展出與平行世界的從者所使用的寶具同名的術式「磔刑的雷樹」（Blasted Tree）。
因為相較姐姐是名優秀的魔術師而自己卻很平庸，卻突然繼承了家主之位而有些不知所措。因此在艾梅洛教室看到能強化自己的可能後十分貪婪的吸收著知識，由於家族中還是有認為其姐才是更好的繼承者而派出刺客暗殺他迫使姐姐回來的異議份子，因此顯得頗為世故與警惕。曾在「魔眼蒐集列車事件」中被前學部長哈特雷斯打昏及利用其身份作偽裝，被II世識破後，由萊涅絲帶真正的他到達列車與II世會合。
梅爾文·韋恩斯（聲：平川大輔）
出身特蘭貝利奧派的魔術刻印調律師，負責萊涅絲魔術刻印的調律和保養工作。白髮、身體虛弱經常因此吐血的青年，導致他不能繼承家族的魔術刻印及停留在「祭位」上，但魔術仍在II世之上，習慣使用強化魔術來使四肢能正常行走。喜歡有趣的事物而看起來天真無邪，實則是為了追求能讓自己愉悅的事物而能付出一切的狂熱份子，連喜歡捉弄人的萊涅絲都把他看作像垃圾的生物。經常把作為家主的母親掛在嘴邊，但其母確實是連君主·特蘭貝利奧都忌諱的分家家主，甚至一度聲稱他能透過母親聯合民主派君主們的權利，奪走韋伯代理的君主之位。(事實上只是希望韋伯回復自由，專心在自己渴求鑽研魔術的道路上)
是現在唯一一個還會用韋弗之名稱呼II世、也是他學生時代的好友，但因為個性的緣故，II世很難將他當作同伴看待。老家在現實社會中是很有影響力的富有魔術師家族，自己也擁有魔術師社會中數一數二的調律實力，僅使用藥劑、音叉和小提琴演奏，就能短暫提升魔術刻印的活性，並把在場魔術師的波長調整至接近一致的程度。是提供II世資金在參加第四次聖杯戰爭和買下艾梅洛教室的贊助者，同時也保管着韋弗的魔術刻印作抵押品，但偷偷地把刻印一分為二。在斐姆的船宴上把子板刻印逼韋伯拿出代理君主之位作豪賭，賭輸後把子板刻印還給他，並表示母板刻印必須繼續抵押在他家中(名義上的債主是萊妮絲)，直至韋伯交還君主之位和還清艾梅洛的債務才能取回。
肯尼斯·艾梅洛·亞奇伯（聲：山崎巧）
艾梅洛家前任家主，礦石科的君主，II世的老师，萊涅絲的遠房叔父兼義兄（死後追加的名義，是為了強化萊涅絲作為艾梅洛家家主繼承者的正統性）。曾经的神童，未成年就获得典位魔术师，因此开始在众多派系中崭露头角。除了礦石科之外，也曾在降靈科作為一級講師授課。在第四次聖杯戰爭中死亡，生前完全看不起II世，但他死後留下来的研究、家業及教室卻是由II世一手重整並發揚光大的，韦伯对他抱着既害怕又尊敬的感情，更对他的死归咎自己。
「Fate/Zero」登場角色之一。系列作原作者奈須蘑菇表示「Fate/Zero」與「Fate/stay night」中的敘述和設定有著一些差異，不過第四次聖杯戰爭中的「Lancer」陣營和「Rider」陣營之間發生的故事大致上還是相同的，詳細請參考Fate/Zero「Lancer」陣營。
Rider（聲：大塚明夫）
「Fate/Zero」登場角色之一。詳細請參考Fate/Zero「Rider」陣營。

### 時鐘塔相關人士
化野菱理（聲：皆口裕子）
舞台劇演員：壯一帆
隸屬時鐘塔法政科的魔術師，使用将东洋和西洋的占卜术独自融合、與蛇有關的家傳魔術，遺傳至血脉中稀少出现的魔眼，拥有「发现成为对的东西」「寻找失物」的能力，戴著「魔眼殺」的眼鏡、穿著振袖和服的美麗日本女性，居住在富有東方色彩的茶室。
在II世尚未擔任君主之前，曾经是出身於現代魔術科、諾利吉資助過的學生之一，化野九朗的異母妹妹。性格非常惡劣，經常在未得到充分證據前，便率先指控出嫌疑犯為犯人，並立即逮捕，藉此沒收犯人的財產。撫心自問犯人的作案動機和手法與自己無關，自己只是為了維持魔術師社會的穩定和法政科的存在而工作，並不追求學術研究和「根源」。是典型的法政科魔術師。
由於其父思念前妻和兄長九郎過度，加上昔日落下的病根而過早離世，導致她年幼時生活艱苦。在加入法政科後，對素未謀面的兄長抱有極大的興趣而調查失踪已久的Dr.哈德雷斯。（當時她僅知道克洛可能是化野九郎，不知道在魔眼蒐集列車上見面的哈特雷斯就是化野九郎。直至II世解開謎團後，才知曉真相。）
依諾萊·巴爾耶雷塔·亞特洛霍姆（聲：一城美由希）
時鐘塔12學科之一·創造科的學部長、君主·巴爾耶雷塔，担任三大貴族之一的巴爾耶雷塔派（同时也是法政科创始人的家族）当家的貴族年長女性魔術師。阶位是事实上最高位的『色位』。采用年长的模样是她所坚持的。民主主義派的重鎮，魔術師裡少有的了解科學、愛用iPod聽搖滾的人。魔術界最有權勢的人之一，魔术的特性是类感，擁有地、水、風屬性，是罕見的三重屬性魔術師，實力超越擁有二重屬性的肯尼斯。在本篇中只有略展小技，但其实她很擅长利用砂子的魔术，随身携带的手袋中能喷出可谓无穷的砂子。在魔力供应充足情形时，可以做到一人镇压全体时钟塔成员。
在「case.雙貌塔伊澤盧瑪」、「case.冠位決議」中登場。
是蒼崎橙子、君主·特蘭貝利奧的老師，也担任过荒耶宗莲和利尼利厄斯·阿魯巴位的老师。雖然欣賞橙子的才能，但是以其魔術師的思維，認為橙子是應該接受「封印指定」。
命名者是奈须蘑菇。由于是时钟塔的重要人物，为了起到画龙点睛的效果，所以只有她的命名是作者三田誠特意拜托无论如何都希望。
伊薇特·L·雷曼（聲：岡咲美保）
在「case.魔眼蒐集列車」中登場，現代魔術科的學生。有著粉紅色雙馬尾與蘿莉塔風尚打扮的少女。出身於擅長使用魔眼、或對其進行加工的魔術師家族。被眼罩遮住的右眼並沒有眼球，而是用寶石製作的人造魔眼，並能依此行使魔術。魔術刻印位於頸後的位置。自稱是「最近流行的魔眼女孩」。家族也是魔眼蒐集列車多年來的熟客，每次皆能收到一票難求的邀請函。
本來是礦石科的學生，自願轉到現代魔術科就讀，屬於中立主義派。曾公開表示「人家是梅爾阿斯提亞的間諜」、「希望成為艾梅洛閣下II世的情婦」。
與費拉特或史賓不同，在艾梅洛教室的立場上比較偏向自己與家族的利益為優先。曾经暗中协助Dr.哈德雷斯掉包考列斯，报酬是以拍卖得来的魔眼给她鉴赏。Dr.哈德雷斯败露以后，问她要不要一起离开，回答是不想过逃亡的生活自愿接受时钟塔的惩罚。之后作为传送魔力给奥尔嘉玛丽使用天体魔术一份子攻击腑海林。
Dr.哈德雷斯（聲：福山润）
红色长发且有发束装饰的男子，傳聞他被妖精偷走心臟而獲得此名，Faker的御主。前现代魔术科學部長（與II世不同，沒有君主之名），化野菱理的異母兄長，曾受到諾利吉資助的學生之一。擁有家傳、能篡夺视野的篡夺之魔眼。原本只是找出想要寻找之物的搜寻失物程度的——虽然比较罕见，但等级较低的魔眼。然而，这也是经历妖精乡的事情所造成的结果，其变质成了「甚至能篡夺魔眼视野的魔眼」。
是少有並非君主卻能成為時鐘塔學部長的人，因此即使突然失蹤卻仍被其他魔術師所忌諱。
本名化野九郎，出生在靈墓阿爾比恩。其父拋棄母子兩人，成功離開阿爾比恩後，回到日本再婚，並生下異母妹妹菱理。因為被父親拋棄的關係，所以不使用其日本名字，反而以直釋的方式把名字改為西洋化的「克洛·阿達西洛」。離開阿爾比恩後，被未來的自己--Dr.哈德雷斯收為親傳弟子，成為現代魔術科的學生。除了他之外，其他四位同為Dr.哈德雷斯的弟子皆是來自其他派系的間諜。五人長期在阿爾比恩從事走私活動，表面上感情深厚，但私底下各懷鬼胎。然而，當他們發現克洛有可能成為哈德雷斯的助手兼接班人後，便聯手把他引到阿爾比恩殺害，企圖藉此削弱現代魔術科的勢力。
克洛遇害之後，逃亡到阿爾比恩下方的妖精域療傷，心臟被妖精的魔力取替，使他擁有匹敵君主的實力。回到地面後，發現自己穿越回到30多年前，日後便以哈德雷斯（Heartless）的身份行動，成為了諾利吉的養子，後接任現代魔術科學部長。看透時鐘塔的勢力鬥爭和再次重現的「殺害克洛」事件發生後，心灰意冷離開現代魔術科。直至替天體科君主調查聖杯戰爭的委託中，從召喚英靈的特點上，啟發他想出可顛覆魔術師的生存方式。
他多年來透過到不同地方研究和集合不同魔術之長處，策劃出「召喚神靈化征服王為現代魔術師的信仰，讓魔術師回復猶如神代魔術師的實力，不再因追求根源而引起派系鬥爭」的方案。最終，被II世以令咒逼使征服王退回英靈座後，他選擇以最後一劃令咒召回今生唯一真正的盟友Faker，在對方的陪伴下離世。
Faker/赫费斯提翁（聲：大地叶）
征服王伊斯坎達爾的影武者（替身），由王太后奧林匹亞絲培訓成為神代魔術師兼戰士，服裝、武器和寶具皆與征服王十分相似。昔日韋弗在書中看到有關「征服王身材矮小、擁有一雙金銀妖曈」的歷史記載實為是她本人。天生擁有魔眼。
由於作為替身的她沒有真名，所以借用身為征服王名下的將軍、其雙胞胎兄長「赫費斯提翁」的名字。雖然憎恨被當作替身的非人生活和王太后，但因征服王想為她起名、讓她恢復作為人的權利而感動了她，令她真心追隨對方及拒絕起名一事。
生前因代替征服王接受詛咒和傷害而比他更早死去，但因透過聖杯召喚而知曉「繼業者戰爭」和「世界沒有盡頭之海的事實」，憎恨互相殘殺、拋棄理想的同僚，而不願意出現在征服王的寶具「王之軍勢」中。也討厭著自稱是征服王臣子的II世，而II世與她和兄長生前討厭的書記官歐邁尼斯相似，令她更厭惡對方。
由於被哈德雷斯以規格外的方式、用征服王的斗篷作觸媒召喚現世，所以本身沒有職階，被御主命名為「Faker」（意為亞種聖杯召喚的偽英靈，也代表她身為偽裝征服王的替身）。與其御主哈德雷斯達成協議，以自身作為靈核，在靈墓阿爾比恩召喚神靈化的征服王。最終失敗後，被哈德雷斯以最後一劃令咒喚回她，陪伴對方觀望世界另一盡頭而無憾消散。

### 「case.剝離城阿德拉」登場角色
露維雅潔莉塔·艾蒂菲爾特（聲：伊藤靜）
舞台劇演員：玉置成實
艾蒂菲爾特家的現任雙子家主之一，屬於民主主義派，擅長寶石魔術及格鬥術，在剝離城事件後成為II世的學生之一。遠坂凜的死對頭兼遠房表姊妹，同為艾梅洛教室的問題學生。有一位性格內向的雙胞胎妹妹在家中坐鎮，甚少出面。
家族在魔術界的稱號是「世上最優美的鬣狗」。這是由於其家族是文藝復興時期突然迸出的暴發戶，卻四處蒐羅各樣的魔術，因而得名。雖然在魔術界是臭名，不過本人卻不這麼認為，甚至如果被稱之為Hunter或是Le Chasseur(獵人)會更高興。到剝離城只為了把阿什伯恩家的遺產納入家中財富中，本身的魔術刻印並無任何問題。自述介入纷争提高最大限度的利益，是艾蒂菲尔特家的专长。曾經因II世看穿其家系魔術的本質而討厭他，甚至考慮買兇殺人，但被富琉加以不想與時鐘塔勢力為敵的理由所拒絕（特别是II世更是桃李滿門的君主）。後來因II世在事件中解救她及展現出其能力對解決事件的幫助後，佩服他的指導而提出當其學生的要求。
在「冠位決議」事件中，將其祖母及姨婆（凜的祖母）在參加第三次聖杯戰爭時剩下的一劃令咒，送給II世當作「講師費用」，並一起乘搭魔眼蒐集列車前往靈墓阿爾比恩，令II世能以征服王的御主身份和足夠的助力，與身為Faker御主的前學部長對抗。
在凜和作為管家的士郎到鐘塔留學後，露維亞將自居公寓的三樓讓給了兩人居住。揚言要從凜手上搶走衛宮士郎做她的管家。
歐洛克·西札穆德
舞台劇演員：花王おさむ/木村風太（少年隨從）
葛拉尼德的生父，革律翁生前的好友兼殺害他的兇手，擅長蝶魔术。其魔术刻印已因年代已久而老化，更因首次被殺而提早轉移靈魂至新身体上，導致失去兩、三成。愛上革律翁妻子的他，知曉革律翁利用她屍體製作成搶奪和保存他人魔术刻印的怪獸後，一怒之下殺死他，繼而引發葛拉尼德以剝離城事件造成的復仇。最終被葛拉尼德所殺，死在戀人身旁。
海涅·伊斯塔里（Heine Istari）
舞台劇演員：百名ヒロキ
羅莎琳德的兄長，有煉金術名門之稱的伊斯塔里家的第一繼承人。由于具有天賦的他年少離家出走，成为聖堂教會的修道士兼代行者，導致負起一族的責任落於羅莎琳德身上，間接造成轉移至她身上的魔術刻印產生異常情況，會吸收及剝奪宿主的生命。雖然他事後脫離教會、回歸家族並重新繼承刻印，但是他也被大大縮短壽命，而且有部分刻印必須在死後才能剝離。為了不讓妹妹知曉自己是因她而失去生命及捲入家族鬥爭中，特地到剝離城參與阿什伯恩家的遺產爭奪，以得到修復刻印的機會。最終被殺及被剝奪魔術刻印。
羅莎琳德·伊斯塔里
舞台劇演員：種村梨白花/ソニア（兩人飾演一角）
海涅的妹妹，伊斯塔里家的第二繼承人。一度因繼承的魔術刻印在她身上產生異變而差點失去性命。與兄長一起來到剝離城，比較不懂世事。受清玄多番照顧，但其兄實為被其第二人格所殺。在家族回收魔術刻印後，因萊涅絲出面保護而避免再度成為家族鬥爭的犧牲品。
富琉加
舞台劇演員：松田慎也
中東人，與「魔術師殺手」衛宮切嗣一樣同為魔術使的傭兵（也確實曾經與切嗣組成臨時搭擋），外號為「殺師者」的占星術師(但實際上令其師父失去魔術迴路和刻印的是切嗣的「起源彈」)。與大部分魔術使一樣，不受著重研究、傳承的魔術師歡迎。後來也是魔眼蒐集列車的乘客，接受萊涅絲的委託，與II世前往靈墓阿爾比恩。
時任次郎坊清玄
舞台劇演員：木戶邑彌
日本人，本来不是繼承人的他被大哥在死前托付家族鬥爭中嚴重受損的魔術刻印，而到剝離城求助。被革律翁轉移了擁有其養子葛拉尼德人格的魔術刻印進自身家族刻印中，成為阿什伯恩家復仇的傀儡。據歐洛克所言，他並非是唯一一個擁有被加入阿什伯恩家的魔術刻印之人，但葛拉尼德的人格只有在他身上復蘇起来。他在事後雖然連同被格蕾切除一隻手的情況下，剝離了全部的刻印，但仍分不清自己和葛拉尼德的人格意識。後來為了歸還萊涅絲在照顧因他而失去兄長的羅莎琳德之人情，在「冠位議定」事件中出面幫助II世，前往靈墓阿爾比恩。
克拉文

露維雅的貼身管家兼保鑣之一，擁有魔術刻印的魔術師，家族世代服待艾蒂菲爾特家。
和《魔法少女伊莉雅》出场的服侍露维雅老管家奥古斯特（聲：玄田哲章）不确定是不是同一人物或平行世界的同一角色，也有可能兩人皆為艾蒂菲爾特家的管家，只是隨露維雅的心意而選擇隨行人員。
革律翁·阿什伯恩

葛拉尼德的養父，剝離城的主人。自稱魔術刻印修復師的他，其實是以剝奪他人的魔術刻印並融合在受損的魔術刻印來「修復」的。無法生育的他為了得到繼承人而不擇手段，放任妻子和歐洛克的婚外情。在妻子和養子死後，也不惜分别利用其屍體和魔術刻印來延續他們的「生命」，但因歐洛克不忍目睹自己死去的戀人成為他利用的工具而殺死了他。據歐洛克所言，革律翁是一個典型的魔術師，以魔術師的思維去愛著其家人。由於他猜到歐洛克會殺他的可能性，所以早就利用魔術刻印上的葛拉尼德人格，轉移至多人身上，以待其養子替他復仇。
葛拉尼德·阿什伯恩

革律翁的養子，歐洛克的私生子。早年夭折的他透過魔術刻印在清玄身上復生，成為其另一人格，對殺父仇人的歐洛克復仇及繼續剝離城的「事業」。不知道自己真正的身世。

### 「case.雙貌塔伊澤盧瑪」登場角色
拜隆·巴爾耶雷塔·伊澤盧瑪
巴爾耶雷塔派系分家成員之一，伊澤盧瑪家的家主，蒂雅德拉和艾絲特拉的父親，屬於民主主義派。雙貌塔伊澤盧瑪的領主，追求家族代代創造的黃金公主·白銀公主來達成的究極之美。本身重男輕女，雖然沒有繼承家系魔術的兒子，但是也不考慮讓女兒繼承家業，只視她們為展示魔術成果的工具。最終因家系魔術達到極限而使家族沒落。
米克·葛拉吉利耶
隸屬時鐘塔詛咒科的男性魔術師，屬於中立主義派，使用著自成一派的密宗佛教法術。其實是奉某位大人物的命令，暗中潛入聚會的間諜。
蒂雅德拉·巴爾耶雷塔·伊澤盧瑪
拜隆的長女，繼承黃金公主之名的少女。本身和雙胞胎妹妹艾絲特拉都不是魔術師，接受過魔術調整使其美貌達至連魔術師也會為之動容的頂點。
在故事開始前已因魔術調整技術達到極限而意外身亡，促使拜隆不得不請求橙子把卡莉娜暫時偽裝成黃金公主，以求在聚會中暪過眾人的耳目。
艾絲特拉·巴爾耶雷塔·伊澤盧瑪
拜隆的次女，蒂雅德拉的雙胞胎妹妹，繼承白銀公主之名的少女。同樣因接受過魔術調整而有著不下蒂雅德拉的美貌。
邁歐·布里希桑·克萊涅爾斯
隸屬時鐘塔傳承科、布里希桑派末席、分家成員的青年魔術師，屬於中立主義派。為拜隆提供藥學方面的支持。黃金公主、白銀公主、卡莉娜和雷吉娜的青梅竹馬。
是殺害卡莉娜的兇手。最終因企圖威逼橙子再次施行黃金公主整容手術的術式，而被其使魔吞噬了下半身，成為了廢人。其家族也為免受到其殺人罪所牽連，而徹底拋棄他。
伊斯洛·賽布奈
製作服裝(魔術禮裝)的魔術師，屬於中立主義派。受拜隆的邀請為黃金公主、白銀公主製作禮服。黃金公主、白銀公主、卡莉娜和雷吉娜的青梅竹馬。
卡莉娜、雷吉娜
卡莉娜為服侍蒂雅德拉的女僕，雷吉娜為服侍艾絲特拉的女僕。兩人是三胞胎姊妹中的兩位姊姊，有著乍看之下難以分辨的容貌。在家鄉還有一位同胞妹妹。
卡莉娜曾經在橙子的術式下，偽裝成黃金公主出席聚會。事後假意向萊涅絲投誠，企圖把殺害黃金公主的罪名推給對方，並借着混亂之際與雷吉娜、白銀公主逃亡。然而，她偽裝之事被邁歐發現，對方為了留下她作為「黃金公主」的研究而殺害她。
亞托拉姆·葛列斯塔
中東系褐膚的青年魔術師。出身新興家族，擁有油田作為家族資產的富豪。為了獲取伊澤盧瑪家在拍賣會中得到的聖遺物而試圖襲擊對方的工房，因此和同樣想參加第五次聖杯戰爭的II世發生爭鬥。事後對他起了興趣而打算接觸交往。其使用的電流魔術和魔術禮裝「原始電池」被II世傳授給卡雷斯。
2014年動畫《Fate/stay night [Unlimited Blade Works]》的登場角色之一，在聖杯戰爭中因過度猜忌自己的從者Caster而被對方殺死。在「case.冠位決議」事件中，他的死訊也已經傳遞至時鐘塔。由於有肯尼斯作前車之鑒，所以有預先安排好身後事，包括把其調查到有關哈特雷斯的線索寄給II世。
蒼崎橙子
擁有最高階級冠位、外貌約20歲後半的女性魔術師，「赤之魔術師」，也擁有魔眼。透過脱下「魔眼殺」眼鏡來切換人格。因為擁有的魔術被魔術協會認定是稀少且唯一性的存在，而被協會下達強制性的「封印指定」，之後不斷擺脫追兵並持續逃亡。在數年前時鐘塔的一場大騷動事件中獲得解除封印指定後才不再逃亡。然而，在後續小說中，她再次被協會下達強制性的「封印指定」，不得不繼續逃亡。討厭被人稱為「傷痛之赤」。
在「case.冠位決議」中調查Dr.哈特雷斯，並短暫與Faker交手，隨後為了見證事件的結局，以中立派糸詛咒科君主的代理人身份出席會議。她也是會議上唯一真正的「冠位」魔術師，卻沒有君主的家系血緣。
於時鐘塔就讀時曾是依諾萊的學生，於第四次聖杯戰爭時曾接受肯尼斯的委託替他製作義肢。
是《空之境界》、《魔法使之夜》的登場角色之一，「青之魔法使」蒼崎青子的姊姊。
在動畫特別篇中，協助友人卡繆把過去曾經是肯尼斯學生的同窗們囚在以回憶和照片為基礎的夢境中，完成投影魔術。被II世(韋伯)指責此為不顧卡繆的魔術迴路和魔力暴走的作法後，自己表示已經準備好替代卡繆身體的人偶，能作為永動機制使夢境永不斷絕。最終在II世(韋伯)解開卡繆的心結後，把術式解除。

### 「case.魔眼蒐集列車」登場角色
奧嘉瑪麗·艾斯米雷特·艾寧姆斯菲亞（聲：米澤圓）
時鐘塔天體科君主馬里斯比利之女，11歲。與家庭教師特麗莎一起乘上「魔眼蒐集列車」參加魔眼拍賣會。之後也在「case.冠位決議」中代替身為君主的父親出席會議。
因為年齡相近，又是下一任的君主，加上同屬貴族主義派系，以及都是本人沒有什麼朋友的尷尬情況，與萊涅絲有著一定程度的交際與友誼。
其身為君主的父親曾經透過現代魔術科前學部長哈特雷斯調查過第四次聖杯戰爭的經歷，得出了「冬木的聖杯不可利用」的結論，同時也起了放棄繼承人的打算。奧嘉瑪麗在魔眼蒐集列車上的殺人事件結束後，將此事轉告給II世。动画版揭示她的家族魔术刻印在额头上。
初登場是在《Fate/Grand Order》，但那是與本作處於不同世界線上的故事，只能視作同一存在的他人。
特麗莎·費羅茲（聲：比嘉久美子）
出身天體科君主艾寧姆斯菲亞一族的分家成員，擁有來自主家的分枺刻印和高度重視，擔任奧嘉瑪麗的隨從與家庭教師，是擁有「未來視」的魔眼之人，佩戴「魔眼殺」的眼鏡，不可思议发型系，魔術屬性是水和罕有的虛數屬性。
她的预测型未来视是越遥远的未来就会越模糊，地点则是限定于未来的自己所身处的，或现在的自己所身处的（与她所认知到的）坐标。之所以预测到魔眼拍卖会上会展出虹之魔眼，就是该限制导致的错误。也就是说她看到了「特丽莎自己与奥嘉玛丽参加了魔眼拍卖会，会上展出了足以与虹相匹敌的魔眼这一未来」……但这个预测本身是受到了哈特雷斯那令视野扭曲的魔眼影响。特丽莎误读了哈特雷斯那甚至可以篡夺虹之魔眼视野的魔眼的情报。
她登上魔眼搜集列车，是为了入手虹之魔眼等级的神秘，给予不再被马里斯比利所爱的奥嘉玛丽在这种情况下依然能够战斗的手段。另外，对马里斯比利抱有怀疑的她，也想要揭露七年前的连续杀人事件的真相。会遇到连续杀人事件的相关人士，这一未来视是正确的。虽说她对魔眼有着各种各样的防御手段……但最后，还是被就连未来视也无法防御的，被哈特雷斯所操纵的卡拉博的来自过去的剑刃给夺去了性命。因預知到自己有死亡的可能而留下關鍵的線索和道具給奧嘉瑪麗，間接幫助II世等人找到真相，以及對付哈特雷斯和Faker。
「小笨蛋玛丽，抬头挺胸。」虽然身为家庭教师时相当严厉，但她对奥尔加玛丽的疼爱是发自真心的。十分關心學生奧嘉瑪麗，特别在知道天體科君主有拋棄繼承人的打算後，加強對奧嘉瑪麗的教育，希望她即使一個人也有自理能力生活。她也是瑪麗·利爾·法果的友人，曾代表艾寧姆斯菲亞一族透過萊涅絲向II世委託調查法果家的案件。
卡拉博·佛藍普頓（聲：津田英三）
魔眼蒐集列車的乘客之一，擁有「過去視」的泡影之魔眼，是聖堂教會的一員。在作为代行者而活的人之中特别温和。因年紀老邁、無法操控魔眼的關係而打算把魔眼賣掉。即便如此，他还是有在一直完成作为代行者的繁重任务，由此窥见他非凡的精神力。最終因幫助格蕾對戰Faker，把魔眼的能力使用至力遏很大程度，那场战斗依赖于失去通常的视力而特化的魔眼，以及不惜让魔眼夺走一切生命力，这亦是对他而言赌上整个人生的复仇，最后战胜而亡。
拥有的泡影之魔眼是宝石魔眼（在书中被提及说不定可以媲美「宝石」或「虹」级别魔眼而评价）。是这趟魔眼搜集列车上的『核心商品』。要说直死之魔眼是某种未来视，那么『究极的过去式』就是能够令过去认知到的事物浮现的存在。通过魔眼记录下的斩击无论是物理还是魔术都无法防御，宝具或技能也不在话下。唯有能够干涉因果的能力才可以阻挡，毫无疑问的异常（犯规）的能力。另外，将时间看作泡沫，也是现代科学中对于时间的一种研究方向。
約翰馬里奧·史琵涅拉（聲：山本兼平）
魔眼蒐集列車的乘客之一，金发碧瞳白西装的绅士外表，利用蜘蛛的魔术使用者。獅子劫界離的友人，性格开朗表演欲强，明明身为魔术师，却也在媒体上很有名的男人。擅长烹饪，尤其是『让·马里奥·斯皮内拉的僵尸厨房』据说在英国全土都很受欢迎，维持着生计。他的计划是通过这个节目获得的财富，在魔眼拍卖会中入手值钱的魔眼，作为魔术师重返王道，但很遗憾并不行得通。不过，他活用通过这个机会获得与化野菱理之间的门路，似乎有在时钟塔附近出没，是时钟塔的情报专家。会把特丽莎这年纪的女性称为女孩子。
雷安德拉（聲：行成とあ）
魔眼蒐集列車的魔眼拍賣師，長期綁着抑制魔眼的聖骸布，是吸血種。真心喜愛魔眼。
羅丹（聲：江越彬紀）
魔眼蒐集列車的的車掌，也是吸血種。由於魔眼拍賣會被哈特雷斯破壞和損失兩雙珍貴的魔眼，所以在「case.冠位決議」中答應梅爾文和萊涅絲的邀請，用列車接載II世一行人前往靈墓阿爾比恩，向哈特雷斯算賬。
代理經理（聲：日笠阳子）
魔眼蒐集列車的回收魔眼專員，也是吸血種，液體化的身體，負責鑑定魔眼、摘除和移植魔眼的手術。魔眼蒐集列車的主人羅潔安的影子。

### 「case.亞特拉斯的契約」登場角色
貝爾薩克·布拉克摩爾
在格蕾的故鄉，威爾斯的山中小村「布拉克摩爾墓地」擔任守墓人的老人，與英國政府有聯繫的魔術師。指定格蕾為次任守墓人，教授她如何配合魔術刻印和魔術迴路來使用「亞德」，但仍保留一部分守墓人傳承的魔術刻印，監視違反村子規定的人。除了格蕾的母親之外，是村子中唯一知道格蕾未死的人。不希望格蕾因復活亞瑟王的儀式而死去（不論是被聖堂教會追殺或人格上的死亡），而把格蕾託付給II世照顧，讓她遠走他鄉。
斐迪南·克洛茲
中年男性，在格蕾故鄉小村的教會擔任神父，懂得使用洗禮咏唱的聖堂教會成員。
伊露米亞
協助斐迪南神父的年輕修女，也是聖堂教會派來村子監視和阻止復活亞瑟王儀式的代行者。雖然是在教會的孤兒院長大，但是她實為某位教會高層的私生女，因而擁有出類拔萃的資質。
茨比亞·艾爾特納姆·亞特拉西亞
魔術協會三大機構之一「亞特拉斯院」的現任院長，紫苑的祖先和養父。為監督契約的情況而來到格蕾的故鄉，向II世等人逐步揭示事件的真相。
在平行世界《月姬》世界線為死徒二十七祖中的第13位。而在《Fate》的世界線中沒有陷入瘋狂，因此並沒有化身為TATARI。

### 「case.冠位決議」登場角色
盧弗雷烏斯·納薩雷·尤利菲斯
時鐘塔12君主之一，降靈科學部長，君主·尤利菲斯，貴族主義派的重鎮，籠罩著濃厚死亡氣息的陰鬱老人。舊世代魔術師的典型，對艾梅洛II世這類非貴族出身的新世代魔術師，以及貴族旁支的萊涅絲都相當輕視，認為連表面上的禮儀都不必維持。
在未繼任君主之前，出身尤利菲斯的分家--索菲亞利家。根據家族傳統，歷代君主皆是從分家選出，並在繼任時從分家過繼至主家，改姓尤利菲斯。是一級講師布拉姆·納薩雷·索菲亞利和肯尼斯的未婚妻索菈烏·納薩雷·索菲亞利的父親，也是肯尼斯的師父。已指定布拉姆作為君主的繼承人，並轉移了部分魔術刻印。

## 用語解說
時鐘塔
TYPE-MOON世界觀作品中出現過最多次、魔術協會的三大部門之一。
相較於另外兩個部門，時鐘塔在神秘逐漸消失的這個時代不斷改革來適應變化，在人類歷史的範圍內接受了無數想要鑽研魔術的魔術師，使其成為魔術協會中勢力最龐大的一員。
包括主角艾梅洛閣下II世在內，本作大多數登場人物都是隸屬此部門的人，而一般提到魔術協會若無其他用意也是專指時鐘塔。
位於英國倫敦郊區，建築物風貌從中世紀到近現代風格都有，由一百多棟教學樓、四十多棟學生宿舍以及供應生活所需的工商業組成的巨大學園都市。主角群所屬的現代魔術科位在名叫「斯拉」的街區。
共有12個學部，學部長皆會得到「君主」的地位彰顯其身分。本作主角就是現代魔術科的代理君主，因此在自稱上加上II世作謙稱。
在《Fate/Grand Order》中證實了現任院長是所羅門王的弟子布里西桑，同時也兼任傳承科的君主。
12學部／12家族
學部大多擁有別名（下列括弧內所示），別名和其創立者、著名魔術師或學問內容有關。基本上都是取自設立學科的創始者名字。
另外，原本掌管礦石科的艾梅洛家族隨著第四次聖杯戰爭而沒落，被安排接管現代魔術科。梅爾亞斯提亞現在掌管著兩個學科：礦石科和考古學科。
在12學部中，傳承科是唯一直屬於身為時鐘塔學院長布里西桑的學科。
在《Fate/Grand Order》中交代了在19世紀末時由於受到亞歷山德羅·卡廖斯特羅的影響，使西歐掀起了一股魔術熱潮，最終促使了時鐘塔設立現代魔術科。
其中11個學部是以「對人類作出貢獻」為前提而設立的學科，唯獨由學院長布里西桑直轄的傳承科是為了「發掘、調查、回收有可能對人類產生危害，來自地球外的威脅」為前提而設立的學科，並以「天使」和「惡魔」隱喻危險的「歐帕茲」。簡單而言傳承科的成員其實是把生涯奉獻於「解讀來自地球外的威脅」的奴隸。由院長布里西桑兼任傳承科君主的原因是由於「紀元後的魔術師沒有足夠能力應對來自地球外的威脅」。
編號順序為：Ⅰ.全體基礎科（密斯提爾）、Ⅱ.個體基礎科（索羅涅亞）、Ⅲ.降靈科（尤利菲斯）、Ⅳ.礦石科（基修亞）、Ⅴ.動物科（奇美拉）、Ⅵ.傳承科（布里西桑）、Ⅶ.植物科（尤米那）、Ⅷ.天體科（亞寧姆斯菲亞）、Ⅸ.創造科（巴魯耶）、Ⅹ.詛咒科（吉古馬列）、Ⅺ.考古學科（亞斯提亞）、Ⅻ.現代魔術科（諾利吉）
法政科（巴特梅洛）
不同於時鐘塔中十二學部的第十三個學部，法政科並不是修習魔術的地方，也是最特殊的一個學部，不去追求通往根源的方法，只在乎維持時鐘塔的存續。由君主·巴特梅洛負責管理，擁有對違規魔術師的執法權和制裁權。
對外利用時鐘塔的魔術和權力介入現實社會維持魔術的隱密，對內調整各派勢力的均衡。雖然這種放棄追求根源的行為被其他魔術師稱為是本末倒置的庸俗作法，但對魔術社會而言卻依舊是不可或缺的集團。大多數的君主家系會將自己的孩子送進法政科，法政科也會毫不吝惜地傳授他們領導統御之術。由於特別重視時鐘塔的第一原則「神秘應當隱匿」而擁有「第一原則執行局」的別名。因此與其他學科不同，並不會以創始者的名字進行稱呼。
經歷漫長的時間劃分為了「守護魔術世界的存在」、「監管魔術師們的存在」與「為人類社會做出貢獻的存在」三個領域。
結業於法政科的人，最終都會成為管理時鐘塔的菁英、介入魔術師之間的爭鬥的執行部隊，或是就任經由時鐘塔介紹的來往密切的各個國家的要職。由於不只是時鐘塔內部，甚至還威懾著與魔術師息息相關的國際政治，因此法政科受到了眾多魔術師的恐懼。基於這層性質，不只是巴瑟梅羅或貴族主義，君主的繼承者基本上都會到法政科就學。
艾梅洛阁下教室
現代魔術科(諾利吉)的教室，位於斯拉。
『Lord』的解释
時鐘塔中，Lord這個稱號有著兩層意義。
其一，是指貴族階級。巴特梅洛、特蘭貝里奧、巴魯耶雷塔等在創立時做出了巨大貢獻的三個家族被稱作三大貴族，習慣上會稱呼他們的親屬為貴族（Lord）。
其二，則是指君主階級。也就是司掌時鐘塔的君主（Lord）們。
階級
時鐘塔的魔術師的魔術力對應序列的標示。從最下位開始為「末子」、「長子」、「開位」、「祭位」、「典位」、「色位」、「冠位」。
最高的冠位現在只有寥寥幾人達到，被稱為是夢幻等級。而色位被稱為時鐘塔實質上的最高階級，因為連君主大多都只能到這個層級。
末子雖為最低階，但要想獲得這一位階也必須得成為時鐘塔承認的「正規魔術師」。在野的非主流魔術師或自學的魔術師們，在魔術協會眼中是連「魔術師」都算不上的局外人。而家族歷史大約五百年程度的平民魔術師，即便經過相當程度的努力，到達開位也就是極限了。
祭位屬於一種特殊位階。當某種與尋常能力有別的特技或功績獲得認可時，就會被賦予該位階。艾梅洛二世便是其中一例，但反過來說，與更高位階相稱的魔術師也有可能被停留於祭位。
三大貴族/三大派閥
三大貴族是魔術師中最重要的三個家族，巴特梅洛、特蘭貝里奧、巴魯耶雷塔。家族族長被稱為「君主」，親族和分家多達20家以上，在魔術界外的表面社會也是名門望族。
時鐘塔的各大家族分成三大派閥：
貴族主義派閥
重視悠久歷史與高貴血統，堅守傳統作風。
以巴特梅洛（法政科）為首，包含艾梅洛（現代魔術科）、蓋烏斯令（動物科）、尤利菲斯（降靈科）、亞寧姆斯菲亞（天體科）、亞榭洛特（植物科）。
艾梅洛家族目前的作風其實更偏向民主主義，培養出許多新世代和家系沒落的一流魔術師，但萊涅絲考慮到轉移派閥會遭到歷史悠久的貴族主義派閥報復的可能性，為免已經有財政和實權沒落危機的家族再次陷入谷底，而暫時繼續保留在貴族主義的立場上。
民主主義派閥
主張比起血統更應重視才能，順應時勢潮流，支持「新世代」。
以特蘭貝里奧（全體基礎科）為中心，包含巴魯耶雷塔（創造科）、艾蒂菲爾特、韋恩斯。
中立派閥
認為研究優先的幾個家族的薄弱集合，隨時可能會內鬨的狀態。
暫且以梅爾亞斯提亞（考古學科、礦石科）為代表，包含布里西桑（傳承科）、吉古馬列（詛咒科）、索羅涅亞（個體基礎科）、賽布奈。
冠位決議（Grand Role）
為了時鐘塔的運作，名義上是君主或其代理人(多為君主的繼承者)放下學科與派閥之分，討論決定各種問題、方針的會議。實際上成為權力鬥爭的場所，遇到部分議題時有的君主為了不表明立場會缺席或棄權。
不久前達成的決議有肯尼斯死後令艾梅洛派從礦石科君主之位離開，以及讓艾梅洛派擔任現代魔術科等。
秘儀裁示局·天文台卡里昂
就連法政科也無法置喙的，最高老的教室。
從地獄之底到遙遠的宇宙（天空）——也就是觀測地表，並發現傑出的技術。部署中心有一口巨大的鐘，由於每當發佈封印指定時就會鳴鐘，因此也被稱作「撞鐘之堂（Carillon）」。負責保護能夠發揮真正應當留存之才能的魔術師，並將其傳承至後世的職責。也就是說，發佈封印指定的人，正是這座教室的管理者。
靈墓阿爾比恩
位於時鐘塔地底的巨大迷宮，內中蘊藏著無數現代已難以尋得的稀有咒體與魔術素材。是從屬於時鐘塔的魔術師們的共有財產，時至今日仍在持續探索的神祕之地。
真身為一頭在幻想時代終結時沒能轉移到世界內側，而是在這個世界中死去的巨龍遺骸。最特殊的在於，這頭龍並不是在這個世界腐朽的，而是在「朝著星之內海移動的途中死亡的」。使得遺骸一帶曾經是通往星之內海的物理性通道。
構造
儘管龍的遺體殘破碎裂，零星散佈在各個地方，但推測其仍存活時是長達2km的巨龍。
0~10km層『採掘都市』
採掘都市瑪吉斯菲亞。由於採掘者們要回到地表太過麻煩，所以就構築起生活圈，由此演變為街道，以至於遺跡的一層。某種意義上，算是另一座學術都市。
10~40km層『大魔術迴路』
靜脈迴廊奧德貝納。不知道這層是龍的遺體中脫落的東西，還是土地本身就帶有的東西，總之遍佈著巨大的魔術迴路。無論是怎樣的魔術師都無法傷害這些魔術迴路，而避開它們進行挖掘，就形成了猶如多重走廊般的通道。據研究，應該是妖精們將『妖精鄉』轉移到世界內側時，所使用的魔術迴路。
40~60km層『古老的心臟』
龍的心臟被挖掘出來的地點。由於有著巨大的空洞，往後就被當作特別的祭祀場。龍的心臟乃是強力的爐心。而籠罩心臟的龍骨則是地表上擁有最高強度的神秘結界，實際上，這片區域的龍骨無法破壞，就連碎片也未曾被採掘出來。無論在這個空洞中進行何等激烈的戰鬥，都不會波及到外界。另外，心臟之所以會在這裡，被認為是因為通道的防禦結界太過堅固，龍的身體只能前進到這裡為止。
60~80km層
人類所能潛入的極限點。封印指定的根據地，「天文台」卡里昂就在這裡。龍的心臟部位與頭部隔得相當遠，被認為是因為龍的執念使然，就算只剩下頭部也不停止地底潛航，就算身體碎裂也要前進。天文台之所以會在這裡，是因為直到最後仍不放棄的「龍的頭蓋骨」也就是「眼睛」的殘留魔力如今仍活著。另外，探索者們出於方便會將這個階層之前的部分稱作「古老的心臟」。
80~400km層『妖精域』
並非人類所能踏足的領域，因此被這樣稱呼。這之後是前人未踏的領域。
魔眼
具有特殊力量的眼睛，能藉由視覺施展魔力術式。
具有半獨立的魔術迴路，就像是沒有血緣限制的魔術刻印。有些甚至能自行生成魔力與術式，即便是不是魔術師的一般人也可能可以使用。但由於是半獨立性的，也可能出現不受控制的狀況。最糟糕的狀況下便是魔眼不自主地自行發動，消耗的魔力又超過魔眼自行生成的量，導致魔眼強行吸取持有者本身的魔力。
越強大的魔眼越是稀有，其中擁有能夠介入他人命運本身的特權能力者被稱呼為「Noble Color」。而在「Noble Color」中最高的三個級別分為「黃金」、「寶石」，和「虹」。「黃金」級別以上的魔眼中，經常會含有現代已失傳的大魔術。而到了「寶石」和「虹」的級別（如“即死之魔眼”），甚至可能秘藏著古今所有魔術都無法再現的神秘。這三種等級的稀有程度，幾乎都是能讓持有者連人帶眼一起被協會指定封印的級別。
魔眼也能藉由人工製成，但除了用寶石製成的高級品以外，能力通常不會太強。
月灵髓液
艾梅洛家族的魔術禮裝，由肯尼斯製作，現持有者為萊涅絲。萊涅絲在II世的建議下，賦予擬似人格後改良成水銀女僕型的人偶，名為「托利姆瑪鎢」。
原始电池
世界上最古老的电池，是在中东郊外──库杰拉布Khujut Rabu遗迹发现的。学者判断，当时的居民应该不知道电池的结构，那是经过几个巧合开发出来的镀金器具。不过，同样的结构也以魔术之手连绵传承，经由跟科学截然不同的路径发展。
当研究原始电池的家族之一没落之际，葛列斯塔家族用金钱将原始电池连同历史一并买下。
葛列斯塔家族原本钻研矿石与代价魔术，原始电池这种形式对他们而言很方便。果真，他们成功地将自己的魔力加在电力上。藉由控制自古在许多地区被尊崇为神威或神鸣的「力量」，葛列斯塔家族一直享受著繁荣。当然，影响天候的术式也应用了这种技术。
雖然為亞托拉姆·葛列斯塔的魔術禮裝，但由於他沒有申請專利，所以被II世傳授此禮裝和相關的電流魔術給卡雷斯。
十三礼装
亞瑟王聖槍的13道封印，代表每位圓桌騎士的信條。
「此为，为生存而战。」──承认，凯。
「此为，与强于己身者交战。」──承认，贝迪维尔。
「此为，不违背人道之战。」──承认，加赫里斯。
「此为，为真实而战。」──承认，阿格凡。
「此为，不与精灵交战。」──承认，兰斯洛特。
「此為，一對一之戰。」──承认，帕拉米迪斯。
「此為，對邪惡之戰。」──承认，莫德雷德。
「此為，非為私慾之戰」──承认，加拉哈德。
「此為，拯救世界之戰。」──承认，亞瑟。
兽性魔术
史賓·格拉修葉特的家傳魔術。
德鲁伊街
艾梅洛阁下II世居住的公寓的所在地。
诺利吉
现代魔术科别称。或者指时钟塔有名的『长腿叔叔』的家系。每一代的财运都好得一塌糊涂，再加上有着将看中的对象收为养子的传统，因此时钟塔到处都有名为诺利吉的人。化野菱理和哈特雷斯曾经也是其中的一员，但后来断绝了收养关系。两人并没有因此与诺利吉产生纠纷，是因为诺利吉贯彻「去者不追」的信条。现代魔术科之所以会以该名字称呼，是因为现代魔术科作为十二科之一成立时，诺利吉是背后强力的推动者。现任诺利吉当家很看好埃尔梅罗二世，但因为政治方面的问题会引起麻烦，所以莱妮丝希望不要接近他。义妹早已死心，不能对兄长这方面的政治感觉抱有期待。

## 出版書籍

### 小說
- 艾梅洛閣下II世事件簿

| 卷數 | 日文標題 | 中文標題                  | TYPE-MOON      | TYPE-MOON       | 角川文庫       | 角川文庫               | 台灣角川       | 台灣角川               | 天闻角川      | 天闻角川               | 解說       |
| 卷數 | 日文標題 | 中文標題                  | 發售日期       | ASIN            | 發售日期       | ISBN                   | 發售日期       | ISBN                   | 发售日期      | ISBN                   | 解說       |
| ---- | -------- | ------------------------- | -------------- | --------------- | -------------- | ---------------------- | -------------- | ---------------------- | ------------- | ---------------------- | ---------- |
| 1    |          | case.剝離城阿德拉         | 2014年12月23日 | ASIN B00QMGSAYY | 2019年4月24日  | ISBN 978-4-04-108074-0 | 2018年8月16日  | ISBN 978-957-564-361-4 | 2018年7月1日  | ISBN 9-787-5340-6789-1 | 虛淵玄     |
| 2    |          | case.雙貌塔伊澤盧瑪（上） | 2015年8月14日  | ASIN B01CN9K6UY | 2019年5月24日  | ISBN 978-4-04-108075-7 | 2019年1月21日  | ISBN 978-957-564-692-9 | 2018年11月1日 | ISBN 978-7-5340-7057-0 | 不適用     |
| 3    |          | case.雙貌塔伊澤盧瑪（下） | 2015年12月4日  | ASIN B018WR78FC | 2019年6月14日  | ISBN 978-4-04-108076-4 | 2019年6月19日  | ISBN 978-957-564-992-0 | 2019年1月1日  | ISBN 978-7-5410-8432-4 | 成田良悟   |
| 4    |          | case.魔眼蒐集列車（上）   | 2016年8月14日  | ASIN B01K1RMS3S | 2019年7月24日  | ISBN 978-4-04-108077-1 | 2019年8月1日   | ISBN 978-957-743-154-7 | 2019年3月1日  | ISBN 978-7-5410-8510-9 | 不適用     |
| 5    |          | case.魔眼蒐集列車（下）   | 2016年12月30日 | ASIN B01MY1E79P | 2019年8月23日  | ISBN 978-4-04-108078-8 | 2019年10月24日 | ISBN 978-957-743-303-9 | 2019年8月1日  | ISBN 978-7-5410-8669-4 | 東出祐一郎 |
| 6    |          | case.阿特拉斯的契約（上） | 2017年8月11日  | ASIN B073XNSPMX | 2019年10月24日 | ISBN 978-4-04-108812-8 | 2020年7月15日  | ISBN 978-957-743-881-2 | 2019年12月1日 | ISBN 978-7-5410-8860-5 | 不適用     |
| 7    |          | case.阿特拉斯的契約（下） | 2017年12月31日 | ASIN B077XXYY1C | 2019年12月24日 | ISBN 978-4-04-108813-5 | 2020年12月14日 | ISBN 978-986-524-127-8 | 2020年2月1日  | ISBN 978-7-5410-9030-1 | 櫻井光     |
| 8    |          | case.冠位決議（上）       | 2018年8月12日  | ASIN B07FNWQGHS | 2020年10月24日 | ISBN 978-4-04-109960-5 | 2021年3月10日  | ISBN 978-986-524-279-4 | 2020年5月1日  | ISBN 978-7-5410-9201-5 | 不適用     |
| 9    |          | case.冠位決議（中）       | 2018年12月31日 | ASIN B07L3ST4J1 | 2020年11月21日 | ISBN 978-4-04-109962-9 | 2021年9月16日  | ISBN 978-986-524-758-4 | 2020年6月1日  | ISBN 978-7-5410-9244-2 | 不適用     |
| 10   |          | case.冠位決議（下）       | 2019年5月17日  | ASIN B07QNW53KH | 2020年12月24日 | ISBN 978-4-04-109963-6 | 2021年9月16日  | ISBN 978-986-524-759-1 | 2020年10月1日 | ISBN 978-7-5410-9430-9 | 奈須蘑菇   |

- 艾梅洛閣下II世的冒險

| 卷數 | 日文標題 | 中文标题       | TYPE-MOON      | TYPE-MOON       | 天闻角川      | 天闻角川               |
| 卷數 | 日文標題 | 中文标题       | 發售日期       | ASIN            | 發售日期      | ISBN                   |
| ---- | -------- | -------------- | -------------- | --------------- | ------------- | ---------------------- |
| 1    |          | 吞噬神明的男人 | 2020年12月25日 | ASIN B08NW54R8H | 2022年10月5日 | ISBN 978-7-5133-5010-5 |
| 2    |          |                | 2021年8月13日  | ASIN B098WRHRH8 |               |                        |
| 3    |          |                | 2022年1月28日  | ASIN B09QFV5X2X |               |                        |
| 4    |          |                | 2022年8月19日  | ASIN B0B8M6CK3S |               |                        |
| 5    |          |                | 2022年12月31日 | ASIN B0BNV5XJR3 |               |                        |
| 6    |          |                | 2023年8月13日  | ASIN B0CBNYF898 |               |                        |

### 漫畫
| 卷數 | KADOKAWA       | KADOKAWA               | 台灣角川      | 台灣角川               |
| 卷數 | 發售日期       | ISBN                   | 發售日期      | ISBN                   |
| ---- | -------------- | ---------------------- | ------------- | ---------------------- |
| 1    | 2018年7月3日   | ISBN 978-4-04-107053-6 | 2019年5月16日 | ISBN 978-957-564-953-1 |
| 2    | 2018年8月4日   | ISBN 978-4-04-107054-3 | 2019年5月16日 | ISBN 978-957-564-954-8 |
| 3    | 2019年1月10日  | ISBN 978-4-04-107733-7 | 2019年9月5日  | ISBN 978-957-743-249-0 |
| 4    | 2019年6月26日  | ISBN 978-4-04-108126-6 | 2020年1月9日  | ISBN 978-957-743-480-7 |
| 5    | 2019年12月28日 | ISBN 978-4-04-108131-0 | 2020年9月24日 | ISBN 978-957-743-985-7 |
| 6    | 2020年10月26日 | ISBN 978-4-04-108132-7 |               |                        |
| 7    | 2021年3月4日   | ISBN 978-4-04-111095-9 |               |                        |
| 8    | 2021年10月4日  | ISBN 978-4-04-111702-6 |               |                        |
| 9    | 2022年5月2日   | ISBN 978-4-04-111703-3 |               |                        |
| 10   | 2023年3月3日   | ISBN 978-4-04-113413-9 |               |                        |
| 11   | 2023年11月4日  | ISBN 978-4-04-114239-4 |               |                        |
| 12   | 2024年10月4日  | ISBN 978-4-04-115273-7 |               |                        |
| 13   | 2025年7月26日  | ISBN 978-4-04-116303-0 |               |                        |

- 漫畫中「雙貌塔」事件的序章裡，韋弗被萊涅絲的手下綁架到她面前初次碰面的經歷，是取自由真じろう繪製的《Fate/Zero》漫畫版番外篇「Another Epilogue」，收錄在單行本第14卷的最後。本作也採用了同樣的過程。

### 設定集
- （TYPE-MOON BOOKS發行，2020年1月10日發售）

## 電視動畫

### 製作人員
- 原作：三田誠/TYPE-MOON
- 原作插畫：
- 導演：加藤誠
- 劇本統籌：小太刀右京
- 角色設計：中井準
- 監修：青木英
- 道具設定：江間一隆
- 魔術考證：三輪清宗
- 美術監督：
- 美術設定：
- 色彩設計：篠原真理子
- 撮影指導：加藤友宜
- CG總監：井口光隆
- 編輯：右山章太
- 動畫監督：長野敏之
- 音響監督：明田川仁
- 音響製作：マジックカプセル（日语：マジックカプセル）
- 音樂：梶浦由記
- 動畫製作：TROYCA

### 動畫客串角色
第0話
羅克·貝爾芬邦（聲：麻生智久）
擔任時鐘塔召喚科（降靈科的下屬學部）學部長的老者，地位與代理君主相若，但論魔術實力和家世仍遠在II世之上。和布拉姆一同關注著II世對聖杯戰爭的行動。
初登場作品為《Fate/Apocrypha》。
布拉姆·納薩雷·索菲亞利（聲：野島裕史）
時鐘塔降靈科一級講師，現任降靈科君主的長子兼繼承人，已繼承了部分魔術刻印。妹妹索菈烏是前任艾梅洛君主肯尼斯的未婚妻。和羅克一同關注著II世對聖杯戰爭的行動。
初登場作品為《Fate/Apocrypha》。
第1話
巴爾贊（聲：柳田淳一）
擁有停止系魔眼、出身阿富汗的二流魔術師，曾在時鐘塔留學，是韋弗（II世）和梅爾文的學長。因綁架韋弗和梅爾文、企圖發掘征服王的陵墓以圖利及報復看不起他、出身名門的一流魔術師們，而被兩人聯手以引發陵墓的地脈及詛咒來粉碎遺跡及其野心。最終死於陵墓的詛咒中。
第2話
瑪麗·利爾·法果（聲：金元壽子）
出身天體科君主艾尼姆斯菲亞一族的分家，特麗莎的友人，阿涅斯特的獨生女，與父親的關係不好，長期活在被他控制的陰影下，也知道他虐待女僕克蕾雅的事。曾是II世的學生，非常敬重和崇拜對方，至今仍記得他教過的每一句話。實為父親計畫的協助者，早就知曉阿涅斯特的計劃有漏洞，不能成功，但仍沒有阻止對方。一方面是想向他證明世事沒有永恆不變的，另一方面是想替自己和克蕾雅擺脫父親的掌控，並證明自己有能力繼承家業和使命下去。最終II世基於沒有證據和同情下沒有向其主家告發她。
克蕾雅（聲：M・A・0）
法果家的女僕，曾遭前任家主阿涅斯特虐待，但與瑪麗關係很好，是事件中唯一不會使用魔術的普通人。知道阿涅斯特的計劃和瑪麗是協助者一事。為了維護瑪麗的名聲，故意把亞雷克與家主有錢債糾紛的事告知II世，企圖把罪名推給亞雷克。
費南德·李（聲：島田敏）
降靈科的魔術師，也擅長死靈方面的研究，是阿涅斯特生前的共同研究者，並不知曉對方打算利用兩人的研究成果來達到長生不死。後來也是魔眼蒐集列車的客人之一。
亞雷克·法果（聲：山本祥太）
瑪麗的堂兄，阿涅斯特的侄子。因企圖偷走法果家珍貴的文獻去變賣圖利而被阿涅斯特的亡靈殺死。
阿涅斯特·法果（聲：梅津秀行）
瑪麗的父親，法果家上任家主，是事件中的首位死者。他與一般的魔術師不同，不打算讓女兒繼承家業，而是企圖用與費南德的共同研究成果來達到長生不死，令他有足夠的時間達到根源。他以屬於現代魔術科的日心說為術式，讓協助者把自己分屍，並把不同身體部位和靈魂放到家中相應位置，以維持魂體不滅。最終因身為死靈、不完全「復活」的他已經喪失人類的意識，企圖傷害他人和自己的女兒，而被格蕾和亞德消滅。
第3話
葛魯多亞·達文南特（聲：青山穣）
出身動物科的魔術師，因過度使用電力及性命來進行研究，導致其留下的行跡引起社會關注，而違反「神秘應當隱匿」的原則。被II世舉報後，遭到代表時鐘塔法政科的戈爾德魯夫·穆席克及其人造人軍隊逮捕。其名下的卡納克百貨公司被露維雅買下。
第4話
獅子劫界離（聲：乃村健次）
是知名的傭兵、前時鐘塔的學生、魔術使及死靈魔術師。由於魔術刻印的詛咒導致家系無法延續下去，令疼愛的養女離世，所以心灰意冷放棄研究魔術，成為魔術使兼傭兵。雖然魔術使的身份令他不受一般魔術師歡迎，但是對於維持時鐘塔的法政科卻極為重要，因此經常接受化野菱理的委託。是一個臉惡心善的好人，特別照顧有交情的友人和與養女年紀相仿的女孩子。
和威爾斯的父親崔佛是老交情，稱呼威爾斯為「少爺」。為弔唁老友而來到其工房，並救了意外觸發到工房詛咒的萊涅絲和格蕾。後來也幫助了II世解開了工房的謎團和對付Black Dog。
在第7集中，接受了萊涅絲的委託，與露維婭調查偷走征服王斗篷的犯人及相關線索。
《Fate/Apocrypha》的登場人物之一，紅Saber的御主，但兩者為平行世界的人物。
威爾斯·佩拉姆·科靈頓（聲：前野智昭）
時鐘塔降靈科一級講師，也是死靈魔術師，出身科靈頓家的分家。非常受女性歡迎，但拒絕與任何女性交往。與II世頗有交情，委託他處理其父崔佛生前留下的馬貝里工作室靈脈問題。擁有「妖精眼」，能看見工房土地幻化而生的妖精--菲，並愛上對方。每次被她警告後，工房皆會有人死於非命。雖然自稱其魔眼是天生擁有的，但實際上是崔佛從魔眼蒐集列車上買回來，並於他年幼時換上的，以此作為啟動術式的關鍵之一。最終得知工房事故的真相後，為了關上妖精國度的入口，決定與菲一起永久離開人世，前往幽靈和妖精的世界生活。
瓦蕾塔·科靈頓（聲：緒乃冬華）
科靈頓本家的成員，受本家委派至分家佩拉姆家進行調查，向法政科告發威爾斯有殺害崔佛的嫌疑，企圖藉此接管馬貝里工作室及佩拉姆家的財產。本身是化野菱理和威爾斯的友人，曾被威爾斯拒絕婚約。後來被工房召喚的人工妖精Black Dog殺死。
第5話
菲（聲：Lynn）
由威爾斯的父親崔佛利用馬貝里工作室和當地的靈脈所創造出的人工妖精。威爾斯從小就能用妖精眼看見對方，卻無法溝通，但她其實很重視威爾斯。
事實上是崔佛用來製造並使喚Black Dog的要素之一，但菲本身拒絕這樣的行為，因此殺死了崔佛，卻無力阻止工房的機制繼續運作，於是向威爾斯發出警告。在格蕾消滅掉所有的Black Dog後，與踏入門的威爾斯一起離開人類的世界，回歸妖精國度。
第13話
夏爾丹（聲：寶龜克壽）
艾梅洛教室所屬二級講師，君主不在時擔任代理人。外表和善的老人，被II世和學生們稱為夏爾丹翁。
高莉卡（聲：櫻井浩美）
褐膚女性，和夏爾丹共同主持史賓的典位升格儀式，可能也是艾梅洛教室的講師。

### 主題曲
片頭曲「starting the case: Rail Zeppelin」（第1話 - 第12話）
作曲、編曲：梶浦由記
第1話作為片尾曲使用。沒有歌詞。
片尾曲
「closing the case」（第0話）
作曲、編曲：梶浦由記
「雲雀」（第2話 - 第11話、第13話）
作詞、作曲、編曲：梶浦由記，演唱者：ASCA
片尾曲
「君が見た夢の物語」（特別篇）
作詞、作曲、編曲：梶浦由記，演唱者：ASCA

### 各話列表
| 話數   | 日文標題 | 中文標題 | 劇本                 | 分鏡                     | 演出               | 作畫監督                                                                   | 總作畫監督                   | 改編原著小說   |
| ------ | --- | --- | -------------------- | ------------------------ | ------------------ | -------------------------------------------------------------------------- | ---------------------------- | -------------- |
| 第0話  | There is no such thing as "truth". | 守墓人與貓與魔術師 真正重要的是「本質」                                                                                  | 小太刀右京           | 青木英                   | 林宏樹             | 中井準、松本昌子                                                           | -                            | 第一卷（部分） |
| 第1話  | Please add "Ⅱ" to "Lord El-Melloi". The name is a heavy burden for me to bear.                                                                     | 巴比倫與死刑者與王的記憶 請在「艾梅洛閣下」後面加上「II世」 這名號對我來說太沉重                                         | 小太刀右京           | 加藤誠                   | 加藤誠             | 中井準                                                                     | -                            | 第二卷（部分） |
| 第2話  | Not even the stars' luster can last forever. | 七大行星與永遠的牢籠 就連星辰的光輝也非永恆不變                                                                          | 三輪清宗、重信康     | 林宏樹                   | 鈴木拓磨           | 松本昌子                                                                   | -                            | 原創           |
| 第3話  | Sometimes, taking decisive action yields more than mere material rewards.                                                                          | 雷鳴與地下迷宮 有時，堂堂正正地迎戰 才能帶來出乎意料的結果                                                               | 小太刀右京、三輪清宗 | 加藤誠、福上考里         | 渡部周             |                                                                            | -                            | 原創           |
| 第4話  | I won't pass judgment on anything that has yet to be proven. That is the way of a scholar.                                                         | 工房與墓地與死靈魔術師 沒有證實的事情不能妄下斷定 這是學者的原則                                                         | 小太刀右京、三輪清宗 | 林宏樹                   | 山口頼房、渡部周   | 奥田淳                                                                     | 中井準、、松本昌子           | 原創           |
| 第5話  | In the world of mages, it doesn't matter who did it, or how.                                                                                       | 終焉之槍與妖精眼 在魔術師的世界裡，探討兇手與手法毫無意義                                                                | 小太刀右京、三輪清宗 | 加藤誠、中井準、福上考里 | 鈴木拓磨           | 鈴木勇、古矢好二 山本碧、新井伸浩                                          | 中井準、、松本昌子           | 原創           |
| 第6話  | Catch-as-catch-can is a game for the ladies! | 少女與百貨公司與禮物 自由式摔角可是淑女須具備的嗜好                                                                      | 重信康               | 青木英                   | 渡部周             | 合田浩章、大橋知華、鈴木勇                                                 | -                            | 原創           |
| 第7話  | Rail Zeppelin 1/6 Seeing was the first magical spell in human history.                                                                             | 「魔眼蒐集列車1/6」 旅行啟程的汽笛與第一起殺人案 齊柏林列車事件其1 看見事物便是人類史上最初的魔術                        | 小太刀右京           | 日下部智津子             | 境隼人             | 松林志穂美、佐伯直實                                                       | 中井準、日下部智津子         | 第四卷         |
| 第8話  | Rail Zeppelin 2/6 And yet humans still become slaves to what they see.                                                                             | 「魔眼蒐集列車2/6」 神威的車輪與征服王的記憶 齊柏林列車事件其2 人類即使如此還是會被眼見的事物所束縛                      | 小太刀右京           | 福田道生                 | 渡部周             | 合田浩章、加藤里香、山本                                                   | 中井準、、松本昌子           | 第四卷         |
| 第9話  | Rail Zeppelin 3/6 Invocation: A spell enabling you to project Heroic Spirits and Divine Spirits onto yourself, so that you can borrow their power. | 「魔眼蒐集列車3/6」 巫女與決意與腑海林之子 齊柏林列車事件其3 神靈附體：將英靈或神靈的靈體 投影在自己身上，借用靈體的力量 | 小太刀右京           | 林宏樹                   | 熊野千尋、渡辺徹明 | 牧野竜一、謝宛倩、鈴木勇 藤中友里、古矢好二、奥田淳                        | 中井準、、松本昌子、合田浩章 | 第四卷         |
| 第10話 | Rail Zeppelin 4/6 There is no crime without motive.                                                                                                | 「魔眼蒐集列車4/6」 泡影的魔眼與覺醒的偵探 齊柏林列車事件其4 沒有動機的犯罪根本不存在                                    | 小太刀右京           | 菅井嘉浩                 | 菅井嘉浩           | 渡辺浩二、有我洋美、松原栄介 笹川弥幸、大塚八愛、中熊太一 篁馨、長谷川亨雄 | 中井準、、松本昌子           | 第五卷         |
| 第11話 | Rail Zeppelin 5/6 This is no true case. It's the afterimage of what was once a case.                                                               | 「魔眼蒐集列車5/6」 殘像與拍賣會 齊柏林列車事件其5                                                                       | 小太刀右京           | 福田道生                 | 鈴木拓磨           | 奥田淳、加藤里香、謝宛倩、杉本幸子、鈴木勇、丸岡功治                       | 中井準、、松本昌子           | 第五卷         |
| 第12話 | Rail Zeppelin 6/6 That is why I exist here, now.                                                                                                   | 「魔眼蒐集列車6/6」 雷光與流星 齊柏林列車事件其6                                                                         | 小太刀右京           | 林宏樹                   | 林宏樹             | 合田浩章、牧野竜一、鈴木勇                                                 | 中井準                       | 第五卷         |
| 第13話 | Glory lies beyond the horizon – Challenge it because you know it to be unattainable.                                                               | 時鐘塔與日常與邁向未來的第一步                                                                                           | 重信康               | 林宏樹、青木英 加藤誠    | 渡部周、加藤誠     | 中井準、サトウミチオ、松本昌子 奥田淳、牧野竜一                            | 中井準、、松本昌子           | 第五卷         |
| 特別篇 | Therein lay all the answers as to why you chose me.                                                                                                | 韋伯、同窗會與幻燈機 | 小太刀右京           | 加藤誠                   | 加藤誠             | 中井准、松本昌子、佐藤道雄                                                 | 中井准                       | 原創           |

### 播放電視台
日本深夜動畫：下文記載的日本国内播放時間使用日本標準時間（UTC+9）表示。因為部分時間标识會採用30小时制，因此請留意这类超过24:00的时间，其實際播放時間為翌日清晨。
| 播放日期               | 播放時間（UTC+9）    | 播放地區 | 播放電視台   |
| ---------------------- | -------------------- | -------- | ------------ |
| 2019年7月7日 - 9月29日 | 星期六 24:00 - 24:30 | 東京都   | TOKYO MX     |
|                        |                      | 日本全國 | BS11         |
|                        |                      | 群馬縣   | 群馬電視台   |
|                        |                      | 栃木縣   | 栃木電視台   |
|                        | 星期六 26:35 - 27:05 | 近畿地方 | 毎日放送     |
| 2019年7月8日 - 9月30日 | 星期一 23:00 - 23:30 | 日本全國 | AT-X         |
| 2019年7月28日 -        | 星期六 25:35 - 26:05 | 青森縣   | 青森朝日放送 |

### BD與DVD
| 卷數 | 發售日期      | 收錄話數        | 規格編號      | 規格編號      | 封面人物                             |
| 卷數 | 發售日期      | 收錄話數        | BD限定版      | DVD限定版     | 封面人物                             |
| ---- | ------------- | --------------- | ------------- | ------------- | ------------------------------------ |
| 1    | 2019年9月4日  | 第0話、第1話    | ANZX-14481/2  | ANZB-14481/2  | 艾梅洛閣下II世、格蕾                 |
| 2    | 2019年10月2日 | 第2話、第3話    | ANZX-14483/4  | ANZB-14483/4  | 艾梅洛閣下II世、費拉特、史賓         |
| 3    | 2019年11月6日 | 第4話 ~ 第6話   | ANZX-14485/6  | ANZB-14485/6  | 艾梅洛閣下II世、萊涅絲、露維雅潔莉塔 |
| 4    | 2019年12月4日 | 第7話、第8話    | ANZX-14487/8  | ANZB-14487/8  | 艾梅洛閣下II世、格蕾、蓋列斯         |
| 5    | 2020年1月15日 | 第9話、第10話   | ANZX-14489/90 | ANZB-14489/90 | 艾梅洛閣下II世、梅爾文               |
| 6    | 2020年2月5日  | 第11話 ~ 第13話 | ANZX-14491/2  | ANZB-14491/2  | 艾梅洛閣下II世                       |

## 真人舞台剧
音樂劇『艾梅洛阁下II世事件簿-case.剥离城阿德拉-』预定于2019年12月～2020年1月在千叶、东京、大阪、福冈演出。

### STAFF
- 原作：三田誠/TYPE-MOON
- 角色原案：
- 综合演出：ウォーリー木下
- 脚本：齋藤榮作
- 演出：元吉庸泰
- 企劃·製作：Aniplex/CUBE
- 主辦：Aniplex/CUBE/Sunrise演劇東京/Notes

### CAST
- 艾梅洛閣下II世：松下優也
- 格蕾：青野纱穗
- 費拉特·厄斯克德司：納谷健（劇團Patch）
- 史賓·格拉修葉特：伊崎龍次郎
- 萊涅絲·艾梅洛·亞奇索特：濱崎香帆（東京勁舞娃娃）
- 海涅·伊斯塔里：百名ヒロキ
- 時任次郎坊清玄：木戶邑彌
- 富琉加：松田慎也
- 少年隨從：木村風太
- 羅莎琳德·伊斯塔里：種村梨白花/ソニア（兩人飾演一角）
- 韋佛·維爾維特：植田慎一郎
- 露維雅潔莉塔·艾蒂菲爾特：玉置成實
- 歐洛克·西札穆德：花王おさむ
- 化野菱理：壯一帆

## 外部連結
- ロード・エルメロイⅡ世の事件簿 1 case.剥離城アドラ - TYPE-MOON BOOKS （页面存档备份，存于）（日語）
- 漫畫版官網 （页面存档备份，存于）（日語）
- 動畫版官網 （页面存档备份，存于）（日語）
- 舞台劇官網 （页面存档备份，存于）（日語）